# Lista de prêmios e indicações recebidos por Rachel McAdams
| Ano  | Prêmio                      | Categoria                                                                                  | Trabalho                            | Resultado |
| ---- | --------------------------- | ------------------------------------------------------------------------------------------ | ----------------------------------- | --------- |
| 2002 | Genie Awards                | Melhor Performance de uma Atriz em um papel suportando                                     | Perfect Pie                         | Nomeada   |
| 2004 | Gemini Awards               | Melhor Performance de uma Atriz em uma Série Dramática                                     | Slings and Arrows                   | Ganhou    |
| 2005 | MTV Movie Awards            | Melhor Performance Revelação Feminino                                                      | Mean Girls                          | Ganhou    |
| 2005 | MTV Movie Awards            | Melhor Vilã                                                                                | Mean Girls                          | Nomeada   |
| 2005 | MTV Movie Awards            | Melhor Equipe On-Screen (compartilhado com Lindsay Lohan, Lacey Chabert e Amanda Seyfried) | Mean Girls                          | Ganhou    |
| 2005 | MTV Movie Awards            | Melhor Performance Feminina                                                                | The Notebook                        | Nomeada   |
| 2005 | MTV Movie Awards            | Melhor Beijo (compartilhado com Ryan Gosling)                                              | The Notebook                        | Ganhou    |
| 2005 | ShoWest                     | Atriz Coadjuvante do Ano                                                                   | Mean Girls e The Notebook           | Ganhou    |
| 2005 | Teen Choice Awards          | Atriz escolha Filme - Drama                                                                | The Notebook                        | Ganhou    |
| 2005 | Teen Choice Awards          | Química escolha Filme (compartilhado com Ryan Gosling)                                     | The Notebook                        | Ganhou    |
| 2005 | Teen Choice Awards          | Filme escolha Liplock (compartilhado com Ryan Gosling)                                     | The Notebook                        | Ganhou    |
| 2005 | Teen Choice Awards          | Escolha Cena de Amor Filme (compartilhado com Ryan Gosling)                                | The Notebook                        | Ganhou    |
| 2006 | Gemini Awards               | Melhor Performance de uma Atriz em uma Série Dramática                                     | Slings and Arrows                   | Nomeada   |
| 2006 | British Academy Film Awards | Estrela em Ascensão                                                                        |                                     | Nomeada   |
| 2006 | MTV Movie Awards            | Melhor Performance                                                                         | Red Eye                             | Nomeada   |
| 2006 | Satellite Award             | Melhor Atriz Coadjuvante Comédia ou Musical                                                | The Family Stone                    | Nomeada   |
| 2006 | Saturn Awards               | Melhor Atriz                                                                               | Red Eye                             | Nomeada   |
| 2006 | Teen Choice Awards          | Atriz de filme escolha - Comédia                                                           | Wedding Crashers e The Family Stone | Ganhou    |
| 2009 | Saturn Awards               | Melhor Atriz Coadjuvante                                                                   | Sherlock Holmes                     | Nomeada   |
| 2009 | ShoWest                     | Estrela Feminina do Ano                                                                    |                                     | Ganhou    |
| 2010 | Teen Choice Awards          | Atriz escolha filme - Ação Aventura                                                        | Sherlock Holmes                     | Ganhou    |
| 2011 | Satellite Awards            | Melhor Atriz Coadjuvante                                                                   | Midnight in Paris                   | Nomeada   |
| 2012 | MTV Movie Awards            | Melhor Beijo (compartilhado com Channing Tatum)                                            | The Vow                             | Nomeada   |
| 2016 | Óscar                       | Melhor Atriz Codjuvante                                                                    | Spotlight - Segredos Revelados      | Nomeada   |
| 2016 | SAG Award                   | Melhor Atriz Coadjuvante                                                                   | Spotlight - Segredos Revelados      | Nomeada   |